# Kamera cyfrowa

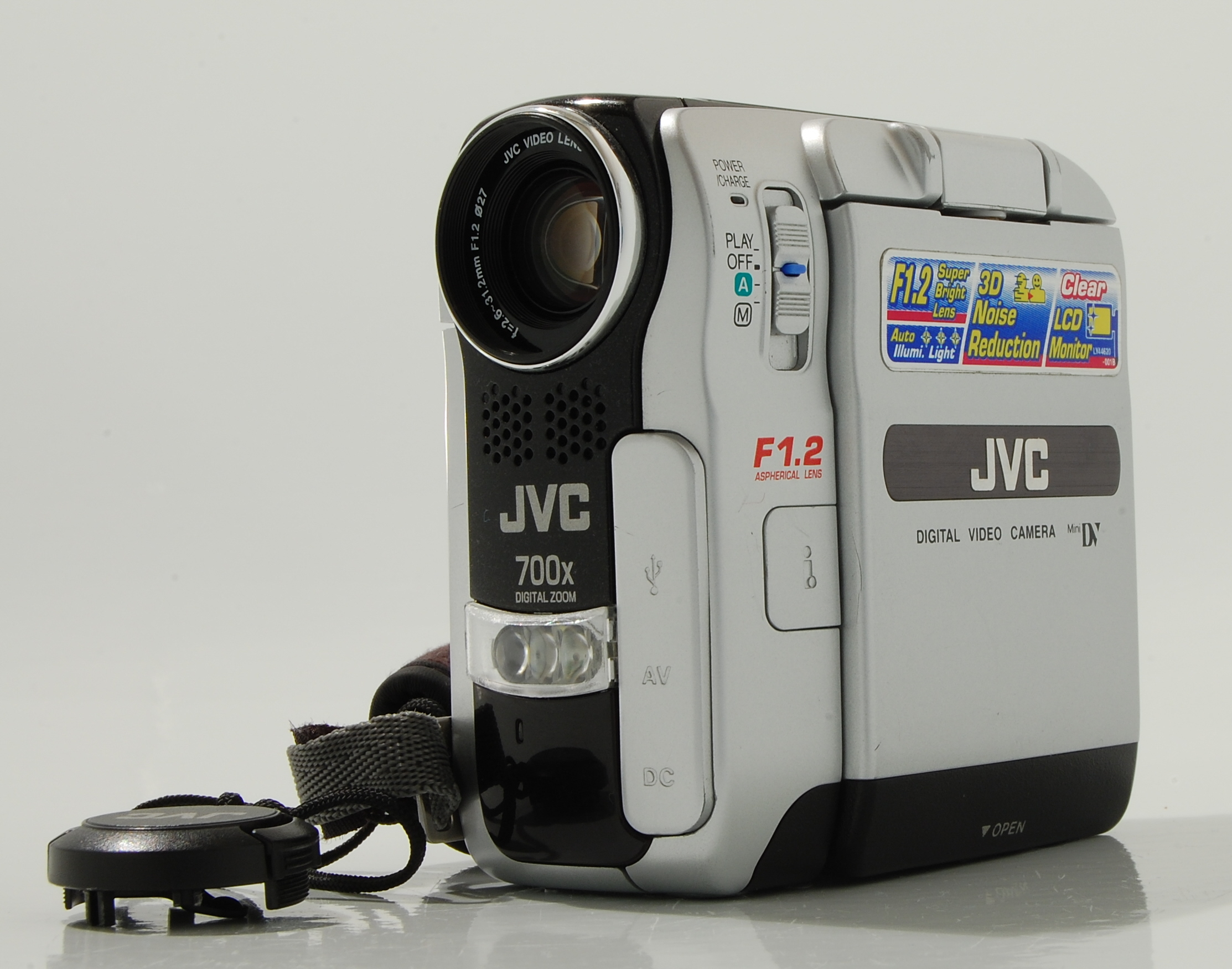
Amatorska kamera cyfrowa firmy JVC

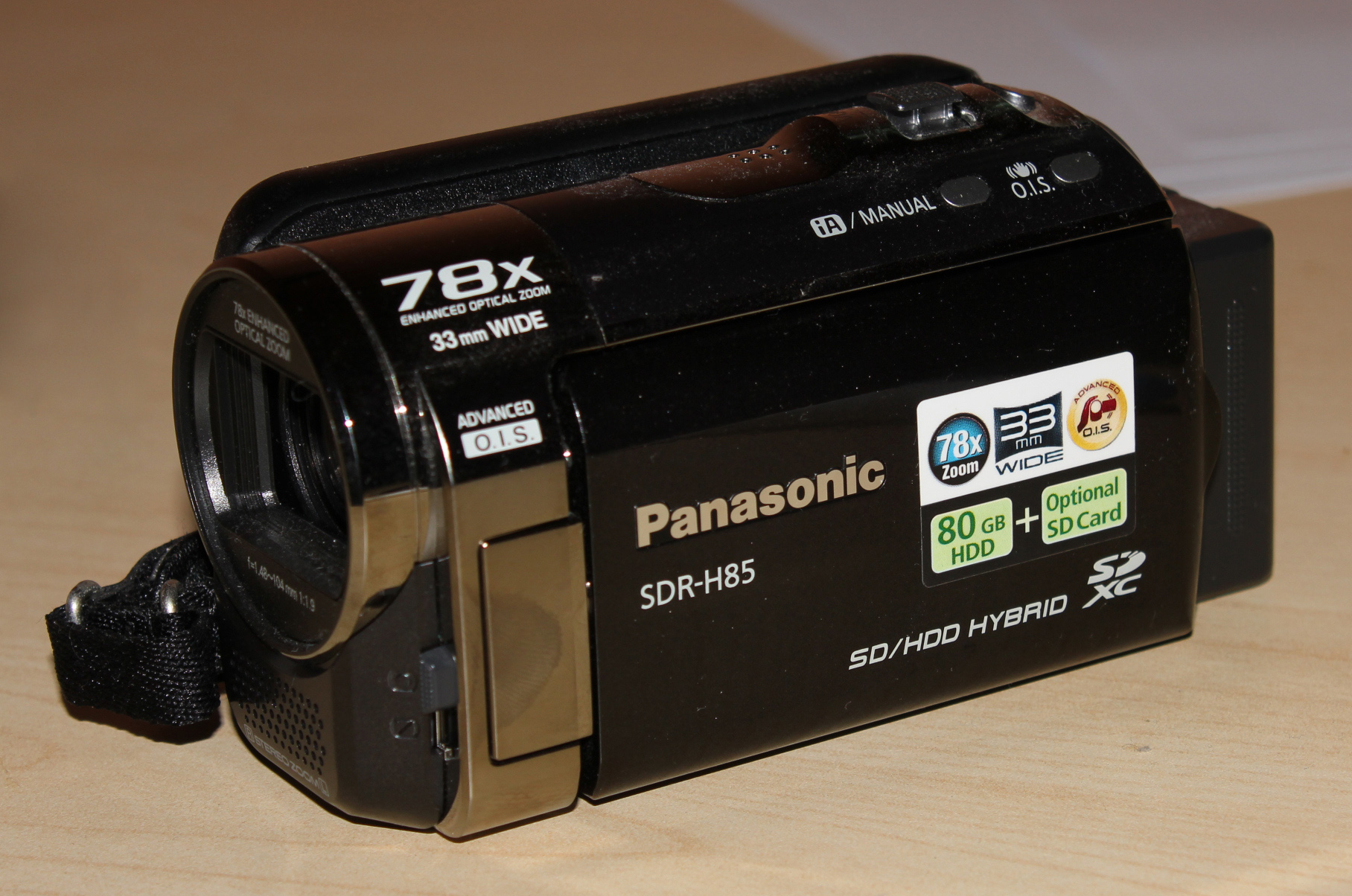
Hybrydowy kamkorder (kamera cyfrowa) marki Panasonic SDR-H85 z dyskiem twardym 80 GB i slotem na karty pamięci SDXC

Kamera cyfrowa (ang. DVC – Digital Video Camcorder) – urządzenie rejestrujące obraz i dźwięk oraz zapisujące sygnał audiowizualny w postaci cyfrowej, najczęściej na taśmie Digital Video w kasetach DV albo MiniDV, na płycie DVD, karcie pamięci czy dysku twardym.
Istota obrazowania kamer cyfrowych opiera się na specjalnych przetwornikach, tak zwanych matrycach. Wyróżnia się dwa rodzaje matryc:
- matryca CCD (charge-coupled device)
- matryca CMOS (complementary MOS).

Jedną z przyczyn fenomenu wzrostu popularności cyfrowego zapisu wideo pod koniec lat 90. XX wieku był fakt, że materiał na kasecie DV/MiniDV/Digital8 był praktycznie idealnie trwały, a trwałość ta zależała tylko od ewentualnych czynników mechanicznych, oddziałujących na taśmę. Dla porównania – zużyta (przyjęła wiele nagrań) taśma analogowa (VHS, S-VHS, 8, Hi8) będzie przyjmować obraz mniej ostry, o słabszych barwach, dużo gorszej jakości, niż nowa taśma. Natomiast zużyta taśma cyfrowa spowoduje, że nagrany na nią obraz może mieć pojedyncze zaniki w obrazie lub zakłócenia cyfrowe w postaci artefaktów graficznych. Praktycznie jednak rzecz biorąc, stare, kilkuletnie kasety analogowe MiniDV, ilekroć byśmy ich nie odtwarzali, zachowają jakość znajdującego się na niej materiału dokładnie taką samą, jak bezpośrednio po nagraniu. Po kilkudziesięciu latach zapis cyfrowy może być nieczytelny z uwagi na dużą liczbę błędów, podczas gdy zapis analogowy będzie czytelny z niewielką liczbą poziomych zniekształceń. Dlatego poleca się archiwizację materiału cyfrowego poprzez regularne przegrywanie na nowe nośniki. 
Ponadto zapis cyfrowy daje pełniejszy i łatwiejszy dostęp do systemu multimedialnego. Nagrany materiał możemy edytować za pomocą komputera z oprogramowaniem edycyjnym, np. Adobe Premiere. Wyedytowany materiał wideo można następnie przekształcać do różnych formatów i zapisać w różnych formach. Można nagrać film na płytę DVD, DivX, VCD, można z powrotem nagrać na kasetę DV/MiniDV albo nawet na kasetę VHS. Możliwości są ogromne, gdy mamy do czynienia ze środowiskiem komputerowym. Aby więc materiał nadawał się do użytku dla każdego, musimy materiał DV "przerobić" do postaci DivX, DVD lub VHS. O ile dwa pierwsze warianty wymagają odpowiedniego oprogramowania lub nagrywarki DVD, o tyle do trzeciego wariantu wystarczy nam magnetowid VHS, ponieważ każda kamera cyfrowa posiada również złącze (wyjście) analogowe (Cinch lub S-Video).
Obok systemu DV, mamy również rodzinę kamer DVD. Materiał nagrywany jest na płyty MiniDVD (8 cm). Największą zaletą takiego rozwiązania jest wygoda dla użytkownika. Po wykonaniu zdjęć, wyciągamy płytę z kamery, następnie możemy ją włożyć do odtwarzacza DVD i oglądać zapisany na niej materiał; ponadto nagraną płytę możemy odłożyć na półkę lub wysłać znajomym. Nie potrzeba żadnych przeróbek, materiał zostaje zapisany bezpośrednio w standardzie DVD-Video. Wadą zapisu bezpośrednio na płycie DVD jest natomiast nieco gorsza jakość obrazu, niż w formacie DV. Szczególnie duże znaczenie ma to wówczas, gdy chcemy edytować obraz zapisany na płycie – materiał wejściowy jest bowiem mniej szczegółowy, a każda kolejna rekompresja filmu pogarsza nieco jego jakość.